# Твардица
Тва́рдица (рум. Tvаrdiţa, болг. Тварди́ца) — город в Тараклийском районе Молдавии.

## История
Твардица основана в 1830 году задунайскими переселенцами — выходцами из Румелии, одной из исторических областей Болгарии, бывшей тогда частью Османской империи.
К концу XIV века практически вся территория современной Болгарии попадает под вассальную зависимость от Высокой Порты. С тех пор начинается почти пятивековой период иностранного владычества. К XVIII-му веку надежды болгар на освобождение стали связываться с Российской Империей, которая стремилась выйти к черноморским проливам и максимально ослабить Османскую Империю. В результате русско-турецких войн в XVIII-м веке тысячи болгар мигрируют в Молдавское княжество, часть территории которого позже станет Молдавской республикой. Однако самая мощная волна миграций произойдёт в первой половине XIX века в результате русско-турецких войн 1806—1812 и 1828—1829 годов. В 1812 году был заключён Бухарестский мирный договор, в результате которого Молдавское княжество делится двумя империями на две части по реке Прут (сегодня эта река разделяет Румынию и Молдавию). Восточная часть станет называться Бессарабия. Именно туда, на Юг ново присоединённой Бессарабии и направится основной поток миграции, а Петербург назначит специальную администрацию во главе с генералом Инзовым, которая позже займется обустройством задунайских переселенцев. Им было позволено селиться именно в той степной зоне (Буджак), откуда к тому времени были выселены все буджакские татары, пособники турок.
После окончания очередной русско-турецкой войны 1828—1829 годов болгарское население, активно помогающее на своей территории русской армии в войне против турок, опасаясь за свою жизнь и жизни близких (хоть Российская империя и побеждает в той войне, однако Болгария продолжает оставаться в составе Османской империи), просит русского императора Николая I разрешить им поселиться в России. Считается, что русские дипломаты добиваются от турецкого руководства в 18-месячный срок предоставить болгарскому населению возможность продать своё имущество и мигрировать.

### История переселения
Среди волны переселенцев были и выходцы из болгарской Твардицы (на тот период — часть Новозагорского района, Сливенской Области). Именно они, нагрузив своё имущество в многочисленные возы, образуя один из караванов, под охраной казаков, к осени 1829 года перейдут Дунай и обустроят 1830-м в Буджаке одноимённую колонию Твардица. В районе придунайской Силистры караван насчитывал 250 возов. По пути ели в основном сухари. Через 35 дней добрались до столицы задунайских переселенцев, города Болград. Там им объявили, что в Верхне-Буджакском округе остались три свободных участка. Твардичанам, большинству из того каравана, достался участок № 16, общей площадью 7328 десятин удобной земли (вместе с твардичанами в том караване были и выходцы из Кортена, им достался участок № 18 размером 4560 десятин, и там они создадут свою одноимённую колонию Кортен). Зиму 1829 года твардичане провели в соседней колонии Чадыр-Лунга. Есть мнения, что весной 1830 года активно обсуждался вопрос, где именно обустраивать колонию, в конечном итоге решили обустраивать поселение в низине у реки (современная река Киргиж-Китай).

### XIX—XXI век
С первых же лет болгарские колонисты стали заниматься земледелием. Важную информацию о быте твардичан и задунайских переселенцев в целом, также и другие статистические данные о колонии Твардица содержат работы таких исследователей как Берг Л. С., Защук А. И., Мещерюк И. И., Скальковский А. А., Зелечук В. С., Червенков Н. Н., Забунов И. Д., Думиника И. И. и другие.
В 1832 году в Твардице проживало 128 семей (824 человека: 422 мужчин и 402 женщины). В это же время колония насчитывала 60 домов и 68 землянок. К 1848 году в колонии проживало уже 143 семейства (1171 человек). К 1870 году в Твардице насчитывалось 36 ветряных мельниц. К тому времени Кишинёвская епархия разрешает строить твардичанам свою каменную церковь. Камень возили на телегах из другой болгарской колонии — Дивитлий (сегодня село Делень, Одесская область Украины). К 1842 году Твардицкая церковь была построена.Эта церковь станет значимым на юге Молдавской республики храмом в советское время,когда большинство церквей прекратило своё существование. В 1862 году местный житель Георги Забунов построит Чашму (от болгарского «чашма» — источник), сохранившуюся по сей день.
В 1850-х годах открывается первая школа с одним классом, где обучалось 70 детей. Процветают виноградарство и садоводство.
В русско-турецкой войне 1878—1879 годов, в результате которой Болгария наконец получает свою независимость от Турции, участвуют шестеро твардичан, а в Первой мировой войне погибают 150 человек, ещё около 170 возвращаются с ранениями. Сколько погибло и ранено в Великой Отечественной войне — доподлинно не известно.
Сразу после Великой Отечественной войны, в самом центре села Твардица обустраивается парк имени Зои и Шуры Космодемьянских. Позже там появится фонтан,  памятник Ленину, летний кинотеатр на 2500 мест. В последующие годы в центре села были построены Дом Культуры на 520 мест, 2-х этажная средняя школа №3, сельский музей, почтовое отделение, баня, Дом быта,2-х этажный Универмаг и другие нужные социальные объекты. В 1944 году открывается семилетняя школа, а в 1946 году начинает работать библиотека. Уже с середины 1940-х годов в Твардице создаются 4 колхоза: "имени Ленина", "имени Молотова", "имени Чапаева", "Правда". 1-го февраля 1951 года, все 4 колхоза были объединены в колхоз имени Ленина. Председателем нового колхоза был избран Антон Иванович Папуров. В том же,1951 году, колхоз был объявлен образцовым хозяйством. В последующие годы колхоз стал знаменитым на всю Молдавию колхозом-миллионером имени Ленина, награждённым орденом Трудового Красного Знамени, занесённым в "Золотую Книгу Почёта Молдавской ССР". В нём начинает работать первая в МССР женщина-тракторист Кирова Д. С. В 1949 году открыта больница на 10 мест. В 1962 году в селе Твардица устанавливается электричество.
5-го декабря 1946 года состоялся первый концерт Твардицкого женского  хора в составе 20 человек. К 1954 году в хоре пели уже более 100 твардичанок. В 1964 году хор получил почётное звание "народный". К 1980 году он являлся единственным женским этнографическим хором Молдавской ССР. Хор имел в составе 135 человек, а его репертуар состоял из более 100 песен - болгарских, молдавских, русских. Все эти годы, с момента его основания и до конца своей жизни Твардицким женским хором руководил Константин Константинович Бритков - одарённый пропагандист музыки и песни, талантливый скрипач, создатель и воспитатель трёх самодеятельных хоровых коллективов и ансамбля народных инструментов. В Твардице также функционировали школьный хор, детская музыкальная студия, хор учителей. Они всегда занимали первые места на районных смотрах художественной самодеятельности. Твардица была коллективным членом Молдавского хорового общества. А ещё в Твардице был драматический кружок, который ставил пьесы по повестям известных писателей. Перед жителями Твардицы и других сёл района успешно выступали танцевальный коллектив, ансамбль народных инструментов, духовой оркестр, вокально-инструментальный ансамбль, эстрадный ансамбль, исполнитель народных болгарских песен ансамбль "Твардичанка". Твардицкий Дом Культуры был настоящим центром общественной жизни села. На его сцене частыми гостями бывали коллективы мастеров искусств из Кишинёва, Одессы, Киева и других городов Советского Союза..
За успехи в развитии сельхозпроизводства, хорошую постановку организаторской и политической работы среди молодёжи, мобилизацию её усилий на выполнение задач хозяйственного и культурного строительства комсомольская организация колхоза имени Ленина была награждена Почётной Грамотой Президиума МССР, тремя Почётными Грамотами ЦК ВЛКСМ, вымпелом ЦК ВЛКСМ "За успехи в труде и учёбе", Почётными Грамотами Чадыр-Лунгского РК КПМ и исполкома районного Совета народных депутатов. Наибольшего расцвета болгарское село Твардица  достигает в 1970—1980-х, при председателе колхоза имени Ленина Парликове Петре Михайловиче.
Вплоть до 1994 года Твардица входит в состав Чадыр-Лунгского района, а после и до сих пор, это северный анклав Тараклийского района.
Несмотря на экономические потрясения 1990-х годов и последующие кризисные периоды, Твардица является хорошо развивающимся населённым пунктом, о чём свидетельствует звание «самого обустроенного населённого пункта Молдовы» в 2001 году и присвоение статуса города в 2013-м.

## Население
Население Твардицы по переписи 2004 года составляло 5882 человека, из которых 5396 (91,7 %) составляли этнические болгары, что значительно превышало их долю по району в целом (65,6 %). Язык общения — болгарский, русский, основное вероисповедание — православие.

## Современный статус
До 28 марта 2013 года — село.
В центре города расположены административные здания, офисы, школа, спортивно-культурные и торговые комплексы, Храм Святой Преподобной Параскевы Болгарской, построенной в 1842 году на средства прихожан.
В Твардице развито производство зерна, винограда, табака, фруктов и овощей, работают предприятия по производству виноконьячных и шампанских изделий, сигаретное производство, мясоперерабатывающий завод, кирпичный завод, предприятие по пошиву одежды, филиал банка, две автозаправочные станции.
В  школе-лицее города работают 90 учителей. Функционируют также школа искусств им.Г. И.Мурзакова, филиал музыкального колледжа им. Шт.Няги, готовящий специалистов по болгарским народным инструментам и болгарским народным танцам. В городе построены три спортивных зала, стадион и спортивные площадки. Во Дворце культуры площадью 3705 квадратных метров работают 7 квалифицированных специалистов; более 200 человек участвуют в деятельности хоровых, хореографических, фольклорных, этнографических, обрядовых коллективов и групп. В здании Дворца расположены Школа искусств, краеведческий музей, отдельные подразделения музыкального колледжа. В программу деятельности Дворца культуры входит проведение конкурсов, музыкальных вечеров, фестивалей, концертов. В городе вошло в традицию проведение массовых культурных мероприятий, таких как фольклорные праздники-фестивали: «Гергевден», «Бабинден», «Трифон Зарезан», «Петковден», когда отмечается храмовый праздник города. Также в июле проводится ежегодный конно-спортивный мемориал имени Петра Парликова, где проводятся забеги орловских рысистых скакунов за переходящий кубок.
Большой популярностью пользуется заслуженный этнографический болгарский женский хор, лауреат многих Всесоюзных и республиканских фестивалей. С 1996 года в музыкальном колледже готовят высококвалифицированных музыкантов, специалистов-музыковедов, хореографов, а детско-юношеский фольклорный ансамбль «Твардишка младост» — участник многих международных фестивалей в Болгарии, Югославии, Франции и других странах. Игре на инструментах и болгарским народным танцам в музыкальном колледже учатся не только дети твардичан, но и гагаузские дети, представители других национальностей.

## Образование
Теоретический Лицей Твардица находится в Тараклийском районе, в городе Твардица улица Фрунзе №6. Директором лицея является Смирнова Мария Георгиевна. Завуч Фердешли Алёна Захарьевна. Школа была основана в 1841 году,1951г. была открыта средняя школа. В 1998 году средняя школа была переименована в Теоретический лицей города Твардица. На территории нашего лицея есть школьная библиотека, сейчас отстраивается новая столовая , также есть спортивное поле, там в хорошую погоду проводятся спортивные занятия. За время своей работы лицей выпустил около 800 учащихся.
Достижения лицея и Школьного Парламента:
В Парламенте работают ученики с 5 по 12 классы.
1. В 2023 году был выигран чек на 1000 евро для школьного молодёжного центра
2. Участвовали в проекте, благодаря которому был построен молодёжный центр.
3. Каждые полгода проводятся субботники
4. Проводятся различные мероприятия : день мира, посвящение в гимназисты и т.д
5. Летом был организован кинотеатр под открытым небом
6. Проводился тренинг для 9-х классов о решении профессий
7. Проводился тренинг по трафику женщин и детей
8. Осенний бал
9. Различные конкурсы: осенние, новогодние, пасхальные поделки.
10. День здоровья
11. Проводился тренинг «Мы против алкоголя и наркотиков»
12. «Чистая вода - залог здоровья»
13. Проводился день желаний
14. Конкурс «Физика нам нужна»

## Транспорт
Твардица находится на автомобильной дороге R-36 Бесарабяска — Чадыр-Лунга-Тараклия. Система междугороднего общественного транспорта состоит из автобусного сообщения с городами Кишинёв (Южный Автовокзал), Чадыр-Лунга и Тараклия.
Ближайшая железнодорожная станция в городе Чадыр-Лунга, на расстоянии 12 километров. Ближайший аэропорт — в городе Кишинёв (KIV) — в 120 километрах.

## Средства массовой информации
С 30 января 2020 года в городе издавалось специальное регулярное приложение к тараклийской районной газете «Свет» — «Твардица» форматом две полосы А-3. Ответственный выпускающий Дмитрий Балтажи.
Телевизионное и радиовещание с использованием местного контента не производится.
Интернет СМИ — tvardita.md, tvarditsa-md.ucoz.
В 60-70-х годах прошлого столетия в Твардице выходила многотиражная газета «Путь к коммунизму», которая являлась органом партийного комитета и правления колхоза им. Ленина.
С 1993 года начались телевизионные эфирные выпуски местных новостей и поздравлений, инициированные администрацией производственного кооператива «Твардица» посредством местной телестудии (авторы Татьяна Папурова, Георгий Заимов). С упразднением ПК вещание прекратилось.
В 2004 году выходило приложение «Твардица» форматом А-3 к газете «Знамя» (г. Чадыр-Лунга).
Города-побратимы:
Генерал Тошево (Болгария)
Карлово (Болгария)

## Достопримечательности
- Архитектурный ансамбль церкви «Св. Параскевы».
- Краеведческий музей в здании Дворца культуры.
- Памятник воинам- освободителям в войне 1941-45 гг. у могилы воинам Красной армии, погибшим в Твардице.
- Памятник с фамилиями 28 твардичан, погибших на фронтах Первой мировой войны 1914-1918 гг.
- Камень памяти и скорби о жертвах политических репрессий из Твардицы в 1940-50 гг. в центральном парке города.
- Курган славы с памятной стелой на месте гибели в августе 1944 года генерал-майора танковых войск С. К. Потехина.
- Бюст В. И. Ленину.
- Памятник с барельефным портретом В. Левского на площади его имени в центре города.
- Бюст видного болгарского поэта и революционера Христо Ботева (находящийся на территории одного из промышленных предприятий)
- Памятник Петру Парликову, твардичанину, видному региональному хозяйственному и общественно-политическому деятелю, установленный в центре города.
- Бюст Антона Ивановича Папурова, Героя Социалистического труда, первого председателя колхоза им. Ленина, установленный перед зданием лицея.
- Памятник в ознаменование 100-летия основания населённого пункта в центральном парке.
- Памятник в ознаменование 150-летия основания населённого пункта в скверике возле церкви.
- Здание бывшего Дома культуры, ныне частично занятого публичной библиотекой города.
- Часовня у святого источника «Чешма» на южной окраине населённого пункта.
- Три иконы Св. прп. Параскевы в скверике перед въездом в Твардицу со стороны Кириет-Лунги.
- Стелла у въезда в Твардицу со стороны Чадыр-Лунги (в 3-х км. от населённого пункта) с приветствием на болгарском языке.
- Пещера монаха-отшельника Александра Папурова, выкопанная им маленькой лопатой в середине 20-го века.
- Инсталляция «Аз обичам Твърдица» перед въездом в центр.

## Известные уроженцы
- Балтажи, Дмитрий Иванович — журналист, писатель, член Союза писателей РМ им. А. С. Пушкина
- Бельчевичина, Анна Захаревна — исполнительница болгарских народных песен.
- Богданов, Петр Петрович — мастер связи, директор Чадыр- Лунгского филиала АО «Молдтелеком».
- Бырня, Павел Петрович (1930—2002) — молдавский историк.
- Думиника, Иван Иванович — молдавский историк.
- Желев Дмитрий Дмитриевич — доктор технических наук.
- Желяпов, Георгий Саввович — Депутат Палаты Представителей Верховного Совета Приднестровской Молдавской Республики.
- Желяпов, Степан Савельевич (1936—2021) — военный и спортивный врач, автор автобиографических книг.
- Забунов, Иван Данилович — молдавский историк.
- Казаков, Игнатий Николаевич (1891—1938) — советский учёный, директор НИИ обмена веществ и эндокринных расстройств.
- Каламанов, Иван Георгиевич (1937—2007) — советский спортсмен.
- Каламанов Николай Маркович — спортсмен, тренер, общественный деятель.
- Калинков, Георгий Иванович (1861—1925) — мэр (кмет) г. София.
- Кунев, Валентин Петрович — вице-премьер правительства Республики Молдова с июля 1992 по январь 1997 г.
- Негру, Домника Васильевна — Солистка Государственного академического ансамбля народного танца «Жок».
- Папазов, Федор Иванович — один из лучших наездников СССР.
- Парликов, Петр Михайлович (1943—2007) — председатель колхоза им. Ленина, кавалер высшей награды РМ "Орден Република".
- Паскалов, Георгий Захарович — доктор технических наук.
- Паскалов Владимир Степанович — хозяйственный и общественный деятель, кавалер "Орден Република".
- Папуров, Антон Иванович (1906—1979) — Герой Социалистического Труда.
- Паскалов, Захарий Георгиевич (1935—2002) — Герой Социалистического Труда.
- Челак, Екатерина Ивановна — российский историк.
- Язаджи, Захарий Михайлович — краевед.
- Билга (Забунова) Мария Ильинична - болгарский историк, кандидат исторических наук